# Boţlīyeh
Boţlīyeh (persiska: بطلیه) är en ort i Iran.   Den ligger i provinsen Khuzestan, i den centrala delen av landet, 600 km söder om huvudstaden Teheran. Boţlīyeh ligger 19 meter över havet och antalet invånare är 280.
Terrängen runt Boţlīyeh är mycket platt. Runt Boţlīyeh är det ganska tätbefolkat, med 58 invånare per kvadratkilometer. Närmaste större samhälle är Rāmshīr, 11,7 km nordost om Boţlīyeh. Trakten runt Boţlīyeh är ofruktbar med lite eller ingen växtlighet.